# Liste des régions du monde situées sous le niveau de la mer
Les régions du monde situées sous le niveau de la mer sont les suivantes :

## Afrique

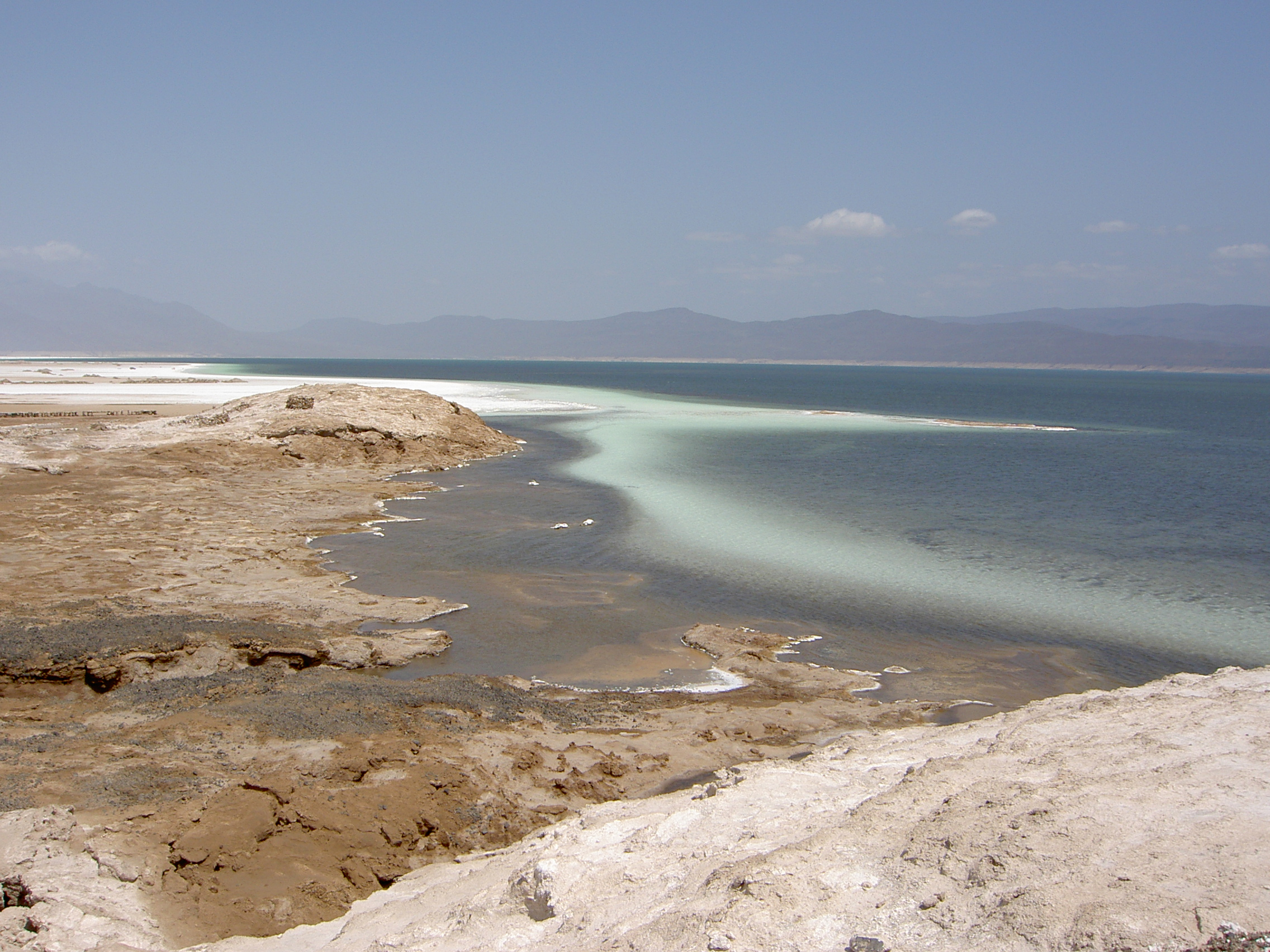
Le lac Assal.

- la dépression de l'Afar, en Afrique de l'Est, comprend une superficie approximative de 4 000 km2 sous le niveau de la mer dont :
  - le lac Assal, à Djibouti, 54 km2, à une altitude de 153 mètres sous le niveau de la mer, ce qui fait de lui, le point le plus bas du continent africain[1]
  - la dépression de Danakil, à une altitude de 126 mètres sous le niveau de la mer[2]
- la dépression de Qattara, en Égypte, 19 500 km2 (−133 m)
- la Sebkha Tah, au Maroc, 250 km2 (−55 m)
- le Chott Melrhir, en Algérie, 6 700 km2 (−40 m)
- le lac Moéris, en Égypte, 600 km2 (−44 m)
- la sebkha de Ndrhamcha, Mauritanie, (−5 m)

## Amérique du Nord
- une partie de la vallée de la Mort, aux États-Unis (−85,5 m)
  - Badwater, vallée de la Mort, États-Unis (−86 m) endroit le plus bas en Amérique du Nord
  - Furnace Creek Airport (L06), vallée de la Mort, États-Unis (−64 m)
- Salton Sink, États-Unis (−66 m)
  - Bombay Beach, États-Unis (−69 m)
  - Salton Sea Beach (Californie), États-Unis (−67 m)
  - Desert Shores (Californie), États-Unis (−61 m)
  - Calipatria, États-Unis (−56 m)
  - Westmorland (Californie), États-Unis (−48 m)
  - Niland (Californie), États-Unis (−43 m)
  - Salton City (Californie), États-Unis (−38 m)
  - Brawley (Californie), États-Unis (−37 m)
  - Thermal (Californie), États-Unis (−37 m)
  - Coachella (Californie), États-Unis (−22 m)
  - Imperial, États-Unis (−18 m)
  - Seeley (Californie), États-Unis (−13 m)
  - El Centro, États-Unis (−12 m)
  - Indio, États-Unis (−6 m)
  - Heber (Californie), États-Unis (−5 m)
  - Holtville (Californie), États-Unis (−3 m)
- La Nouvelle-Orléans, Louisiane, États-Unis (−2 m) une grande partie de la ville est située sous le niveau de la mer
- le lac Enriquillo, 265 km2, en République dominicaine (−40 m)
- la lagune Salada, au Mexique (−10 m)

## Amérique du Sud
- la lagune du Charbon, 9 km2, en Argentine, le point géographique le plus bas, −105 m au-dessous du niveau de la mer, de toute l'Amérique
- Bajo del Gualicho, province de Río Negro, Argentine (−72 m)
- Salina Grande and Salina Chica, péninsule Valdés, province de Chubut, Argentine (−42 m)
- Georgetown, Guyana (−2 m)
- la dépression de Bayóvar, au Pérou (−34 m)

## Asie

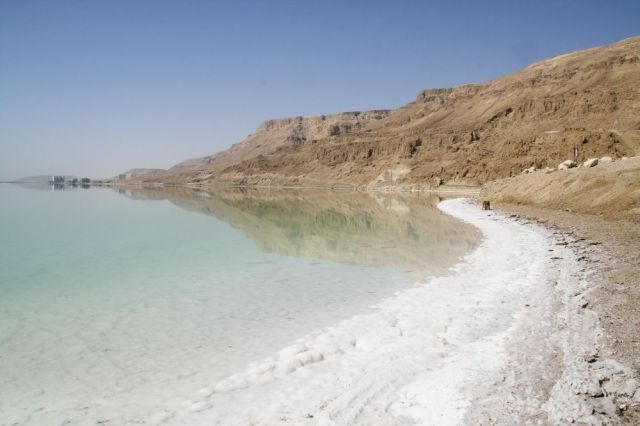
La mer Morte

- la dépression Caspienne, Karagiye, Kazakhstan (−138 m)
  - Mer Caspienne (371 000 km2), Russie - Kazakhstan - Azerbaïdjan - Iran - Turkménistan (−28 m)
- la vallée du rift du Jourdain
  - Mer Morte, Jordanie - Israël - Cisjordanie, 810 km2, (−432 m), partie la plus basse d'Asie et du monde
  - Jéricho, Cisjordanie (−258 m), ville la plus basse du monde
  - Beït Shéan, Israël(−120 m)
  - le lac de Tibériade, 166 km2, Israël (−214 m)
- la dépression de Tourfan, 50 000 km2, au Xinjiang, en Chine (−154 m)
- Mandvi, Gujarat, Inde (−15 m)
- Kuttanad, Kerala, Inde (−2 m)
- le lac Hachirō, au Japon (−4 m)

## Europe
- un quart du territoire terrestre des Pays-Bas qui est de 41 528 km2 est en dessous du niveau de la mer, notamment
  - le Flevoland 2 412,30 km2 (jusqu'à −14 m),
  - plus de la moitié du territoire de la Hollande-Septentrionale, soit plus de 2 000 km2,
  - une partie de la Zélande, de la Hollande-Méridionale et du Brabant-Septentrional
- un quart du delta du Danube est sous le niveau de la mer
- Le lammefjord, Seeland, Danemark (−7,5 m).
- Camargue, France (−2 m)
- Les Moëres, France (-4 m)
- The Fens, Angleterre (−4 m)
- Neuendorf-Sachsenbande, Allemagne (−4 m)
- Kristianstad, Suède (−2 m)
- Delta de la Vistule, Pologne, Mer Baltique (−2 m)
- Le Contane, Jolanda di Savoia, Italie (−3,44 m)
- la mer Caspienne, (−28 m), une partie est en Russie d'Europe et serait donc la partie la plus basse de cette partie du monde.

## Océanie

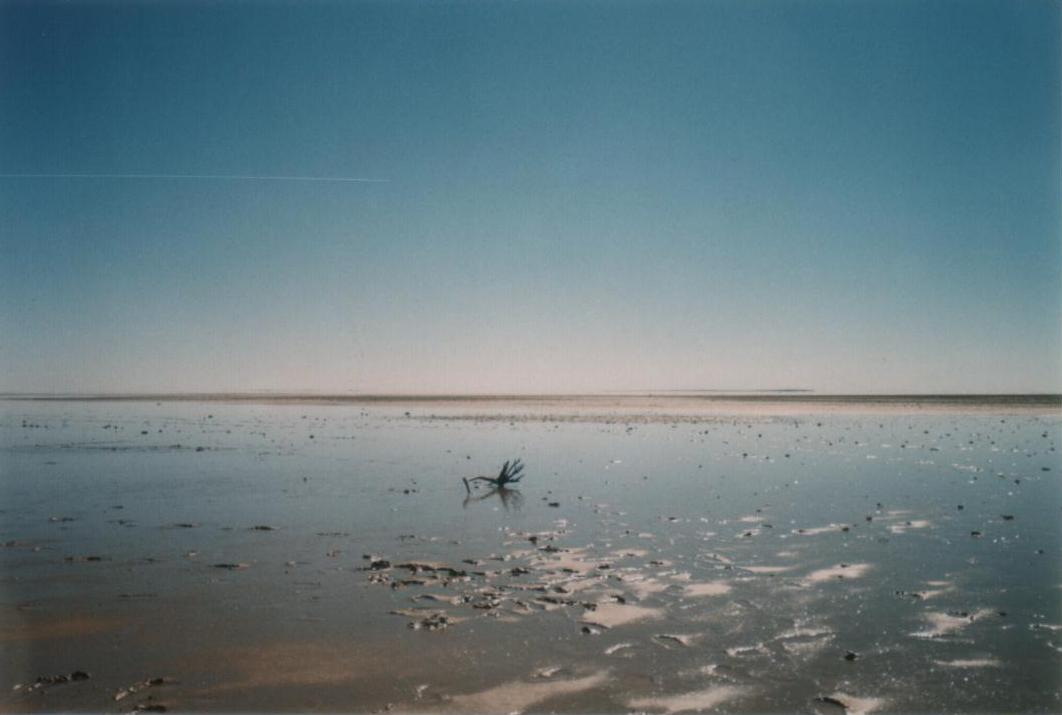
Le lac Eyre

- le lac Eyre, en Australie, à approximativement 13 mètres en dessous du niveau de la mer
- la lagune Buada, à Nauru, pendant la saison sèche, notamment lors des années où La Niña est présente, le niveau des basses eaux peut descendre jusqu'à cinq mètres sous le niveau de la mer